# Хетски език
Хетският език (самоназвание несили) е изчезнал език, който преди време се говорил от хетите – народност, създала империя с център древна Хатуша (днешен Боязкьой) в Североцентрална Турция. Езикът се използвал от ок. 1600 пр.н.е. (и може би по-отдавна) до 1100 пр.н.е..
Хетският език е най-ранният писмено засвидетелстван индоевропейски език, принадлежащ към групата на анатолийските езици заедно с лувийския. Във фонетично отношение хетският език е твърде архаичен и е от особена важност за ларингиалната теория в реконструкцията на индоевропейския праезик. Има доказателства, че Хетският и сродни езици все още са се говорили за около няколкостотин години по-късно.

## Писменост

### Разчитане на езика
Хетският език използва клинописното писмо, изобретено в Древен Шумер около 3100 пр. Хр., което се е използвало за записване и на други езици в Близкия изток в древността. Хетите заемат клинописната си система от Вавилон вероятно в началото на второто хилядолетие пр. Хр., което личи от общите особености на хетския и акадския правопис.
Хетското клинописно писмо (от 18 – 12 в. пр. Хр.) за първи път е разчетено от чешкия учен Бедржих Хрозни през 1915. Дотогава са били известни много плочки с надписи на неизвестен език, открити в района на Богазкьой, Турция. Хрозни, специалист по семитски езици, открива в корпуса от надписи на неизвестния език следния текст: NU NINDA EN E-IZ-ZA-TE-NI WA-A-TAR-MA E-KU-UT-TE-NI. Идеограмата NINDA означава на шумерски „хляб“, а следващите няколко думи поразително приличат на немските думи essen „ям“ (E-IZ-ZA-TE-NI), Wasser „вода“ (WA-A-TAR-MA, английски water) и латинската дума aqua „вода“ (E-KU-UT-TE-NI). Хрозни предполага, че текстът означава „ядете хляб и пиете вода“ и достига до извода, че този език има индоевропейски произход  Това откритие поставя началото на разчитането на хетския език.

### Особености на хетския клинопис
Клинописното писмо се различава от азбучното писмо по това, че отделните знаци представляват срички. Затова в стандартното предаване на хетски текст с латиница отделните клинописни знаци се отделят с чертици. Например, последователността от знаци AT-TA-AS предава думата [atas] „баща“, а TAR-RA-AN-ZI: [tarand͡zi] „(те) говорят“. Хетските писари следват практиката да се използват шумерски и акадски думи като идеограми при предаването на хетски текст. Така в хетския текст се преплитат сричковите записи на хетски, акадски и шумерски думи, както и комбинации от акадска или шумерска идеограма с хетски окончания. При четене на глас идеограмите са се чели на хетски, така например думата цар се е записвала като шумерската дума LUGAL, но се е прочитала на хетски [ḫāsus], шумерската дума EN „господар“ се е чела като [isḫās], а ḪUL „лош“ като [idālu]. Шумерските окончания за множествено число -MEŠ, -ḪIA и -DIDLI са се използвали за означаване на хетското множествено число, например ŠEŠ „брат“ (хетски [negnas], им.п, ед.ч.), ŠEŠ-MEŠ „братя“ (хетски [negnēs], им.п., мн.ч.), UDU „овца“ (хетски *[pekus] или [yants]) с множествено число UDU-HIA, или URU „град“ (хетски [ḫaperiyas], им.п, ед.ч.) с множествено число URU-DIDLI.
В много случаи за изясняване на морфо-синтактичната функция на съответната дума към идеограмата се добавя хетско окончание (фонетично допълнение, наследено от акадската писмена традиция). Така изречението LUGAL A-US-ZI може да означава „Той (тя) вижда царя“ или „Царят вижда“. При наличие на фонетично допълнение -us, записът LUGALUS A-US-ZI показва, че идеограмата LUGAL трябва да се прочете на хетски като [ḫāsus] (им.п., ед.ч.). Тогава е ясно, че записът означава [ḫāssus aust͡si] „Царят вижда“. Фонетично допълнение –un показва, че в записа LUGALUN A-US-ZI думата „цар“ е [ḫāsun] (вин.п., ед.ч.) и изпълнява ролята на пряко допълнение. Тогава изречението е [ḫāsun aust͡si] и означава „Той (тя) вижда царя“. Записът UDUUS „овца“ (им.п., ед.ч.) показва, че хетската дума „овца“ спада към категорията на u-основи, вероятно *pekkus. ḪUL-LU-UN (шумерски ḪUL „лош“ + хетско окончание -lu-un) предава съществително име [idālun] „лошотия“ (вин.п., ед.ч), но ḪUL-AḪ-MI (hul + хетско окончание -ah-mi) предава глаголна форма [idālawaḫmi] (1 л., ед.ч., сег.време) „вредя, върша злина“.
Хетските писари са използвали и акадски думи като идеограми. В транскрибирането на хетския текст те се предават с различен шрифт, за да се различават от акадските заемки в хетския като [tupi] „плочка“ от акадски tuppu. Например хетската дума [isḫās] „господар“ може да се записва не само с шумерскя идеограма EN, но и с акадска идеограма BEL. Хетските писари използват акадските идеограми по-рядко от шумерските, за да избегнат объркване, тъй като акадският език е езикът на дипломатическата коресподенция. Акадските предлози ina „в“ и ana „към“ се използват като идеограми за предаване на местен и дателен падеж – например: IN-A ÉGAL „в двореца“, INA URU-ḪA-AT-TU-SI „в град Хатусас“, A-NA TUPPI „на плочката“, I-NA KI-IS-RI-IS-SI „в ръката му“, докато акадският предлог ša се използва за предаване на родителен падеж – например: ŠA LUGAL-U-WA-AS „на царя“. Понеже в хетски тези синтактични отношения се изразяват с падежни форми (ḫāssuwas (род.п., ед.ч.) „на царя“) или със служебни думи ([udnē andan] „в страната“), тези предлози са имали по-скоро чисто графична роля и не са се произнасяли при четене. Понякога тази практика води натрупване на излишни елементи в текста – например местният падеж е маркиран три пъти в израза I-NA PAR-NI AN-DA-AN „в къщата“, веднъж с акадски предлог INA „в“, втори път с хетски parni (дат.п., ед.ч) „в къщата“ и трети път с хетска служебна дума andan „в“.
Друга характерна особеност на хетския клинопис е употребата на поясняващи знаци, които не се четат, но показват към какъв клас предмети принадлежи думата. Например, шумерограмата GIŠ, която означава дърво или гора се прибавя към думи, означаващи дървени предмети, като шумерското GIŠ-BANŠUR „маса“, или хетски GIŠḫapūti „вид стол“. Знакът URU, обилкновено се прибавя към имената на градове или други населени места – например: URUḪA-AT-TU-SA-AS „(град) Хатусас“, а знакът MUŠEN 'птица' се добавя към имена на птици – например: MUŠEN ḪA-RA-A-AS „орел“, а към имената на богове – DINGIR „бог“, например: DINGIRTE-LE-PE-NU-US „(бог) Телепенус“.

## Граматика

### Фонетика
| Съгласни           | Двубърнени | Венечни | Небни | заднонебни | Устнено-заднонебни | Ларингиални |
| ------------------ | ---------- | ------- | ----- | ---------- | ------------------ | ----------- |
| Преградни          | p b        | t d     |       | k g        | kw gw              |             |
| Носови             | m          | n       |       |            |                    |             |
| Проходни           |            | s       |       |            |                    | h2, h3      |
| Преградно-проходни |            | t͡s d͡z   |       |            |                    |             |
| Плавни, Полугласни | w          | r, l    | j     |            |                    |             |

Хетският език свидетелства за наличието на ларингиални съгласни в индоевропейския праезик, които са постулирани (въз основа на сравнителен материал от други езици, най-вече гръцки) от швейцарския езиковед Фердинанд дьо Сосюр през 1879 (преди разчитането на хетския език!). В хетското писмо те се отбелязват със сричката /ḪA/.

### Морфология
Хетският език се различава от другите древни индоевропейски езици (санскрит, старогръцки, латински) по липсата на граматичната категория „род“. Той различава имената по опозицията „лица-предмети“. В склонитбената система се различават две числа и седем падежа.
Глаголната система в хетски за разлика от тази в санскрит или старогръцки е доста проста. Различават се две спрежения (т.нар. ḫi- и mi-спрежение), две наклонения (изявително и повелително), две глаголни времена (сегашно и минало). Неличните глаголни форми са инфинитив, супин, отглаголно съществително и минало причастие – това приближава хетския глагол до глагола в германски и балто-славянски.